# Diócesis de Charlotte
La diócesis de Charlotte (en latín: Dioecesis Carolinana y en inglés: Roman Catholic Diocese of Charlotte) es una circunscripción eclesiástica de la Iglesia católica en Estados Unidos. Se trata de una diócesis latina, sufragánea de la arquidiócesis de Atlanta, que tiene al obispo Peter Joseph Jugis como su ordinario desde el 1 de agosto de 2003.

## Territorio y organización
La diócesis tiene 53 476 km² y extiende su jurisdicción sobre los fieles católicos de rito latino residentes en 46 condados del estado de Carolina del Norte: Alexander, Alleghany, Anson, Ashe, Avery, Buncombe, Burke, Cabarrus, Caldwell, Catawba, Cherokee, Clay, Cleveland, Davidson, Davie, Forsyth, Gaston, Graham, Guilford, Haywood, Henderson, Iredell, Jackson, Lincoln, Macon, Madison, McDowell, Mecklenburg, Mitchell, Montgomery, Polk, Randolph, Richmond, Rockingham, Rowan, Rutherford, Stanly, Stokes, Surry, Swain, Transylvania, Union, Watauga, Wilkes, Yadkin y Yancey.
La sede de la diócesis se encuentra en la ciudad de Charlotte, en donde se halla la Catedral de San Patricio. En Belmont se encuentra la abadía de María Auxilio de los Cristianos.
En 2021 en la diócesis existían 75 parroquias agrupadas en 10 vicariatos: Albemarle, Asheville, Boone, Gastonia, Greensboro, Hickory, Mecklenburg, Salisbury, Montañas Humeantes, Winston-Salem.

## Historia

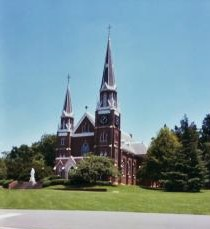
Abadía de María Auxilio de los Cristianos, Belmont

La diócesis fue erigida el 12 de noviembre de 1971 con la bula Qui divino consilio del papa Pablo VI, obteniendo el territorio de la diócesis de Raleigh.
En 1977 se expandió, incorporando el territorio de la abadía territorial de María Auxilio de los Cristianos de Belmont, que fue simultáneamente suprimida.

## Estadísticas
De acuerdo al Anuario Pontificio 2022 la diócesis tenía a fines de 2021 un total de 291 225 fieles bautizados.
| Año                                                                             | Población            | Población | Población      | Sacerdotes | Sacerdotes    | Sacerdotes    | Bautizados por sacerdote | Diáconos permanentes | Religiosos | Religiosos | Parroquias |
| Año                                                                             | Bautizados católicos | Total     | % de católicos | Total      | Clero secular | Clero regular | Bautizados por sacerdote | Diáconos permanentes | Varones    | Mujeres    | Parroquias |
| ------------------------------------------------------------------------------- | -------------------- | --------- | -------------- | ---------- | ------------- | ------------- | ------------------------ | -------------------- | ---------- | ---------- | ---------- |
| 1976                                                                            | 42 967               | 2 850 000 | 1.5            | 91         | 48            | 43            | 472                      |                      | 45         | 256        | 57         |
| 1980                                                                            | 47 805               | 2 917 000 | 1.6            | 54         | 54            |               | 885                      | 1                    | 13         | 229        | 62         |
| 1990                                                                            | 74 261               | 3 401 500 | 2.2            | 135        | 55            | 80            | 550                      | 47                   | 91         | 180        | 65         |
| 1999                                                                            | 119 160              | 3 882 756 | 3.1            | 155        | 88            | 67            | 768                      | 65                   | 5          | 135        | 67         |
| 2000                                                                            | 122 062              | 3 962 457 | 3.1            | 148        | 76            | 72            | 824                      | 69                   | 76         | 134        | 68         |
| 2001                                                                            | 128 775              | 4 153 445 | 3.1            | 152        | 85            | 67            | 847                      | 67                   | 74         | 134        | 68         |
| 2002                                                                            | 131 787              | 4 360 053 | 3.0            | 168        | 96            | 72            | 784                      | 73                   | 80         | 122        | 68         |
| 2003                                                                            | 135 398              | 4 307 910 | 3.1            | 186        | 114           | 72            | 727                      | 77                   | 80         | 113        | 68         |
| 2004                                                                            | 138 583              | 1 696 148 | 8.2            | 176        | 104           | 72            | 787                      | 76                   | 82         | 105        | 68         |
| 2006                                                                            | 142 300              | 1 729 000 | 8.2            | 156        | 91            | 65            | 912                      | 72                   | 76         | 114        | 69         |
| 2013                                                                            | 235 700              | 4 967 591 | 4.7            | 167        | 126           | 41            | 1411                     | 119                  | 48         | 129        | 73         |
| 2016                                                                            | 261 162              | 5 113 430 | 5.1            | 161        | 114           | 47            | 1622                     | 122                  | 57         | 129        | 73         |
| 2019                                                                            | 285 655              | 5 281 925 | 5.4            | 147        | 117           | 30            | 1943                     | 133                  | 40         | 128        | 73         |
| 2021                                                                            | 291 225              | 5 385 344 | 5.4            | 165        | 135           | 30            | 1765                     | 132                  | 42         | 134        | 75         |
| Fuente: Catholic-Hierarchy, que a su vez toma los datos del Anuario Pontificio. |                      |           |                |            |               |               |                          |                      |            |            |            |

### Escuelas
- Bishop McGuinness Catholic High School
- Charlotte Catholic High School

## Episcopologio
- Michael Joseph Begley † (30 de noviembre de 1971-29 de mayo de 1984 retirado)
- John Francis Donoghue † (6 de noviembre de 1984-22 de junio de 1993 nombrado arzobispo de Atlanta)
- William George Curlin † (22 de febrero de 1994-10 de septiembre de 2002 retirado)
- Peter Joseph Jugis, desde el 1 de agosto de 2003